# Daiana Cardone
Daiana Cardone (Lomas de Zamora, 1 de enero de 1989) es una futbolista argentina que se desempeñó como defensa. Fue internacional con la selección femenina de fútbol de Argentina y participó de los Juegos Olímpicos de Beijing 2008.

## Trayectoria
A los doce años participó de los Juegos Juveniles Bonaerenses representando a Lomas de Zamora y obteniendo la medalla de plata al perder en la final contra Tandil.
A los trece años se incorporó al Club Atlético Lugano, equipo con el que debutó en la Primera División de Argentina un año más tarde. En 2006 pasó a ser jugadora del Club Atlético Independiente y durante su estancia en el club recibió sus primeras convocatorias para la selección nacional. Posteriormente fue jugadora de River Plate, club con el que fue campeona del torneo Apertura 2010 tras vencer a Boca Juniors en el partido de desempate por el campeonato, y luego de un paso por UBA, en 2017 se incorporó a Boca Juniors.

## Selección nacional
Con la selección sub-20 participó del Sudamericano 2008 celebrado en Brasil, y del Mundial 2008 en Chile. Con la selección mayor jugó  los Juegos Olímpicos de Beijing 2008, y volvió a ser convocada en 2017, tras dos años sin que la selección nacional tuviese actividad.

## Palmarés
| Título           | Club        | País      | Año  |
| ---------------- | ----------- | --------- | ---- |
| Primera División | River Plate | Argentina | 2010 |